# Janusz Kołodziej
Janusz Adam Kołodziej (Jasło; 18 de maio de 1959 — ) é um político da Polónia. Ele foi eleito para a Sejm em 25 de setembro de 2005 com 3786 votos em 22 no distrito de Krosno, candidato pelas listas do partido Liga Polskich Rodzin.